# Luis María López Rekarte
Luis María López Rekarte (Mondragón, Guipúzcoa, 26 de marzo de 1962) es un exfutbolista profesional español durante los años 1980 y años 1990.

## Biografía
López Rekarte militó a largo de su carrera en varios equipos de la Primera División de la Liga Española como la Real Sociedad de Fútbol, Fútbol Club Barcelona y Deportivo de La Coruña. Su puesto natural fue el de lateral, que ocupó en todos los equipos en los que militó.
A lo largo de su carrera Rekarte disputó 300 partidos en la Primera División de la Liga Española, marcó 7 goles y ganó 1 título de Liga, 3 de Copa del Rey y 1 Recopa de Europa. Formó parte de la potente Real Sociedad de mediados de la década de 1980 y del Superdepor a principios de los 1990. En el Fútbol Club Barcelona pasó más bien desapercibido.
Tiene un hermano menor Aitor López Rekarte que juega en el mismo puesto que él y que también ha alcanzado notoriedad defendiendo la camiseta de la Real Sociedad en la década de 1990 y 2000. Recibía el apodo de Bomba un apodo de origen familiar que heredó de su padre, futbolista aficionado y que también recibe su hermano menor.

### Inicios
López Rekarte nació en la localidad guipuzcoana de Mondragón un 26 de marzo de 1962. Sus primeros pasos como futbolista los dio en el equipo juvenil de la vecina localidad de Aretxabaleta, de donde fue fichado por el histórico equipo Deportivo Alavés de Vitoria, con el que debutó en la Segunda división la temporada 1980-81 con 18 años de edad. López Rekarte se mantuvo cinco temporadas en el club de Vitoria. Su etapa en el Alavés permitió al entonces joven jugador curtirse en la cara menos amable del fútbol. En estos años vivió el descenso del club a la Segunda división B en 1983 y los graves problemas económicos y deportivos por los que pasaba en aquel entonces el equipo vitoriano. En 1985 con 23 años de edad, López Rekarte tuvo su gran oportunidad al ser fichado por el equipo de su tierra, la Real Sociedad de San Sebastián.

### Real Sociedad
En la temporada de su debut en la Real Sociedad López Rekarte se hizo con un puesto titular en la zaga realista. En sus tres temporadas como realista Rekarte jugó 96 partidos en Liga y se convirtió en un baluarte defensivo que además poseía gran proyección en ataque subiendo la banda en arrancadas explosivas. La buena marcha del equipo realista en esas temporadas contribuyó a dar renombre al jugador que se convirtió en un jugador cotizado y perseguido por los grandes equipos.
Se puede decir que estas temporadas fueron las mejores a nivel individual del lateral vasco. En 1987 ganó la Copa del Rey con la Real Sociedad y en 1988 contribuyó a que su equipo fuera subcampeón de Liga y de Copa. 1988 también fue el año de su debut como jugador internacional y en el que disputó sus únicos 4 partidos como internacional. Curiosamente su último gran partido con la Real fue la final de Copa de la temporada 1987-1988 que el conjunto donostiarra perdió (0-1) ante el FC Barcelona, el club por el que ficharía la temporada siguiente. Durante este período coincidió en la Real con una gran generación de futbolistas como Luis Arconada, Roberto López Ufarte, José Mari Bakero, Jesús Mari Zamora o Txiki Begiristain.

### FC Barcelona
Luis María López Rekarte llegó al FC Barcelona junto a otros dos exjugadores de la Real Sociedad (Bakero y Txiki Begiristain), en el verano de 1988, en el mismo momento en que llegaba Johan Cruyff para hacerse cargo del banquillo azulgrana. Siempre se rumoreó que los fichajes de los tres jugadores vascos no los solicitó Cruyff, sino Javier Clemente, que en principio había sido el escogido por el presidente Núñez para dirigir a la plantilla barcelonista.
Sea como fuere, la suerte de los tres jugadores en el Barcelona fue desigual. Begiristain y Bakero, se convirtieron rápidamente en piezas básicas del proyecto de Cruyff, que construiría el mejor FC Barcelona de todos los tiempos, mientras que López Rekarte quedó relegado a un segundo plano. En sus dos primeras temporadas como culé entró parciamente en los planes del técnico neerlandés y jugó muchos partidos como titular, pero en su tercera temporada como barcelonista quedó relegado a la suplencia por Jon Andoni Goikoetxea y su aportación al equipo fue casi testimonial.
En cualquier caso con el Barcelona López Rekarte obtuvo la mayor parte de los títulos de su palmarés. Entre ellos destaca el título de la Recopa de 1989. En la final que el Barcelona ganó a la Sampdoria, López Rekarte entró como refresco y marcó el gol del 2-0 definitivo que dio la victoria al Barça. Este fue posiblemente el gol más importante de la carrera de López Rekarte. También se anotó en su palmarés otra Copa del Rey en 1990 aunque no jugó la final y el título de Liga de 1991, donde su participación fue bastante testimonial al haber jugado esa temporada solo 13 partidos (12 de ellos como suplente).
En total, López Rekarte disputó en sus 3 años como barcelonista 59 partidos de Liga. López Rekarte perdió a su paso por el Barcelona parte del prestigio que había adquirido anteriormente en la Real Sociedad y se vio obligado a fichar por un club modesto como el Deportivo de La Coruña.

### Deportivo de La Coruña
Tras quedar fuera de los planes de Johan Cruyff, López Rekarte fichó por el Deportivo de La Coruña en 1991. Aquella temporada era la del retorno del club gallego a la Primera División y el objetivo del club era mantenerse en la Primera División. Rekarte llegó al club gallego como uno de los refuerzos estrella para el retorno a la Primera División. Con 29 años de edad, Rekarte se había convertido ya en un jugador de carácter más defensivo al haber perdido parte de la potencia que tenía unos años antes.
Con los gallegos López Rekarte estuvo 5 temporadas jugando un total de 149 partidos en la Primera División. Rekarte fue uno de los artífices de la profunda transformación del equipo gallego que pasó de ser uno de los candidatos al descenso en 1992 (acabó la temporada en 17.ª posición salvándose in extremis del descenso al ganar la promoción) a ser uno de los grandes clubes de la Liga Española y candidato al título. A pesar de no ser uno de los jugadores con más nombre dentro del Superdepor de Arsenio Iglesias, comparado a los Bebeto, Mauro Silva, Fran o Miroslav Djukic lo cierto es que el vasco fue uno de los fijos en la defensa del Deportivo durante esos años.
Con los gallegos López Rekarte fue subcampeón de Liga en 1994 y 1995, rozando el título en 1994 cuando Djukic falló un penalty en los últimos minutos del último partido de Liga, lo que hubiera supuesto el primer título del Deportivo; y tercero en 1993, año en el que el Deportivo se convirtió en el club revelación.
En 1995, Rekarte redondeó su palmarés ganando la Copa del Rey de fútbol por tercera vez y la Supercopa de España.

### RCD Mallorca
López Rekarte se retiró del fútbol profesional en 1997 a los 35 años de edad tras disputar su última temporada en el RCD Mallorca.

### Partidos internacionales
Fue internacional con la selección española en una cuatro ocasiones a lo largo de 1988.
También disputó partidos amistosos con la selección de País Vasco.

## Clubes
| Club                   | País   | Año       |
| ---------------------- | ------ | --------- |
| Deportivo Alavés       | España | 1980-1985 |
| Real Sociedad          | España | 1985-1988 |
| Fútbol Club Barcelona  | España | 1988-1991 |
| Deportivo de La Coruña | España | 1991-1996 |
| RCD Mallorca           | España | 1996-1997 |

## Títulos

### Campeonatos nacionales
| Título       | Club                   | País   | Año  |
| ------------ | ---------------------- | ------ | ---- |
| Copa del Rey | Real Sociedad          | España | 1987 |
| Copa del Rey | Fútbol Club Barcelona  | España | 1990 |
| Liga         | Fútbol Club Barcelona  | España | 1991 |
| Copa del Rey | Deportivo de La Coruña | España | 1995 |
| Supercopa    | Deportivo de La Coruña | España | 1995 |

### Campeonatos internacionales
| Título | Club                  | País   | Año  |
| ------ | --------------------- | ------ | ---- |
| Recopa | Fútbol Club Barcelona | España | 1989 |